# Canción de vela
Canción de vela es la que, perteneciente a la lírica tradicional, entonan aquellos que desean pasar una noche sin dormir, para ahuyentar el sueño.
La más antigua conservada en la literatura española aparece en uno de los poemas de Gonzalo de Berceo, en el siglo XIII, El duelo de la Virgen. Es uno de los dos o tres testimonios de lírica castellana antigua conservados directamente, y no transmitidos por textos posteriores. Lo cantan los judíos que guardaban el sepulcro de Cristo, y empieza así:

¡Eya, velar!, ¡Eya, velar!, ¡Eya velar!
Velat, aljama de los judíos,
¡eya, velar!
que non vos furten al Fijo de Dios.
¡Eya velar!
Ca furtárvoslo querrán,
¡eya velar!
Andrés e Peidro et Johán
¡Eya, velar!

- Datos: Q6402803